# Brendan Morrison
Brendan Morrison, född 15 augusti 1975 i Pitt Meadows, British Columbia, Kanada, är en kanadensisk före detta professionell ishockeyspelare. Under sin NHL-karriär spelade han för New Jersey Devils, Vancouver Canucks, Anaheim Ducks, Dallas Stars, Washington Capitals, Calgary Flames och Chicago Blackhawks.
Han blev draftad 1993 i den andra rundan av New Jersey Devils som 39:e spelare totalt efter en säsong i British Columbia Junior Hockey League (BCJHL). Efter draften spelade han collegeishockey för Michigan Wolverines i Central Collegiate Hockey Association (CCHA). Under sina fyra år på college vann han bland annat NCAA 1996, och fick Hobey Baker Award som bäste spelare i NCAA 1997. 
Efter att ha blivit professionell ishockeyspelare säsongen 1997/98 utsågs Morrison till AHL All-Rookie Team då han spelade för Albany River Rats. Han spelade sin första hela säsong i NHL säsongen därpå med New Jersey Devils innan han blev bortbytt till Vancouver Canucks i mars 2000. Han spelade sju hela säsonger med Canucks där han slog klubbrekord genom att spela 534 grundseriematcher i följd. Då Morrison bildade kedja tillsammans med Markus Näslund och Todd Bertuzzi (som fick smeknamnet "West Coast Express") gjorde han några av sina mest framgångsrika säsonger i sin karriär: tre år i följd gjorde han 60 eller fler poäng. Under NHL-strejken 2004/05 spelade Morrison i svenska Elitserielaget Linköping HC. Mellan säsongerna 2008/09 och 2011/12 spelade han för Ducks, Stars, Capitals, Flames och avslutade karriären i Blackhawks.
Morrison deltog i tre VM för Kanada och vann ett guld 2004 i Tjeckien och tog ett silver i Österrike 2005.

## Karriär

### Klubblag

#### 1992–1997: Juniorår
Morrison spelade en säsong med Penticton Panthers från British Columbia Junior Hockey League (BCJHL) 1992/93, och noterades för 94 poäng (35 mål och 59 assist) på 56 matcher. Han blev tvåa i lagets interna poängliga, bakom Marcel Sakáč, och tilldelades Bruce Allison Memorial Trophy som årets rookie i Interior Conference. Under sommaren 1993 valdes Morrison av New Jersey Devils som 39:e spelare totalt i den andra rundan av NHL Entry Draft.
Efter att ha draftats anslöt han till i Michigan Wolverines i Central Collegiate Hockey Association (CCHA). Han hade också kontaktats av Denver Pioneers och Maine Black Bears för att gå med i deras lag, men valde till slut Michigan. Säsongen 1993/94 valdes Morrison som årets rookie i CCHA efter att ha noterats för 48 poäng på 38 matcher (20 mål och 28 assist). Han spelade i en kedja med en annan rookie, Jason Botterill; de båda spelade tillsammans under hela sin collegekarriär. I slutspelet 1994 hjälpte han Wolverines till att vinna CCHA. Under sitt andra år, förbättrade Morrison sin poängproduktion till 76 poäng (23 mål och 43 assists) på 39 matcher och blev för första gången uttagen till CCHA:s All Star-lag, vilket han även blev under de två följande säsongerna.
Med 72 poäng över 45 matcher säsongen 1995/96 utsågs Morrison till CCHA:s Player of the Year (något han också blev utsedd till året därpå). På sju slutspelsmatcher gjorde han 15 poäng och vann sitt andra CCHA-mästerskap med Wolverines. Laget avancerade till NCAA-turneringen 1996 och tog sig till finalen mot Colorado College Tigers. Morrison gjorde det avgörande målet 3:35 in i förlängningen så att Wolverines vann matchen med 3–2. Det var lagets första nationella titel på 32 år. Michigans lag inkluderade sex framtida NHL-spelare det året – Morrison, Botterill, Blake Sloan, John Madden, Marty Turco och Bill Muckalt.
Morrison utnämndes till lagkapten under sitt sista år med laget. Han slog flera personliga rekord den säsongen med 31 mål, 57 assist och 88 poäng på 43 matcher, vilken kulminerade med en Hobey Baker Award som NCAA:s mest framstående spelare; Morrison hade varit en finalist för utmärkelsen de två föregående åren. Wolverines blev åter CCHA-mästare, men förlorade mot Boston University Terrier i NCAA-semifinalen. Morrison avslutade sin fyraåriga collegekarriär som Wolverines främste poänggörare genom tiderna med 284 poäng och passerade därmed den tidigare rekordinnehavaren Denny Felsner. Med dessa poäng rankades han också som sjunde spelare genom tiderna bland samtliga NCAA-spelare.

#### 1997–2000: New Jersey Devils
Innan New Jersey Devils träningsläger skrev Morrison ett flerårsavtal med klubben den 9 september 1997. Det ansågs dock osannolikt att han skulle lyckas ta en permanent plats i truppen: flera centrar i laget fanns högre upp i hierarkin än Morrison, bland andra Doug Gilmour, Bobby Holík och Petr Sýkora. Han spelade därför majoriteten av säsongen 1997/98 i AHL med Devils farmarlag, Albany River Rats. På 72 matcher i AHL gjorde han 35 mål och totalt 84 poäng, vilket gjorde att han vann lagets interna poängliga. I AHL:s totala poängliga hamnade han på åttonde plats. Han slutade på andra plats i poängligan bland rookies, åtta poäng bakom Daniel Brière från Springfield Falcons, och blev uttagen till AHL All-Rookie Team. I en match mot Hartford Wolf Pack den 1 april 1998 noterades Morrison för fem mål i samma match: två av dessa gjordes med en man mindre på planen i tomt mål, i en 5–2-seger.
Morrison gjorde också sin NHL-debut under säsongen. Han kallades upp till Devils i december 1997 som ersättare till John MacLean, som hade blivit avstängd av klubbens general manager Lou Lamoriello efter att ha begärt att bli bortbytt. I sin NHL-debut den 4 december 1997 gjorde han mål på Tom Barrasso i en seger på 4–0 mot Pittsburgh Penguins. Han blev åter uppkallad i april 1998. Totalt spelade han elva NHL-matcher där han noterades för fem mål och fyra assists.
Den följande säsongen lyckades Morrison ta en permanent plats i Devils trupp. Då Gilmour lämnat laget under försäsongen 1998, förväntades Morrison ta den sista centerplatsen. Med 46 poäng (13 mål och 33 assist) på 76 grundseriematcher slutade han tvåa bland NHL-rookies bakom Milan Hejduk från Colorado Avalanche. Han hamnade på femte plats i omröstningen till Calder Memorial Trophy som går till årets rookie i NHL (utmärkelsen gick till Avalanches Chris Drury).
Då Morrison blev free agent under sommaren 1999 fick han ett erbjudande om ett ettårsavtal med Devils som rapporterades ha ett värde på cirka en halv miljon dollar. Devils var inte villiga att öka sitt anbud, varpå Morrison lämnade klubben i september 1999 och istället anslöt till Tjeckien, där ytterligare en av Devils free agents, Patrik Eliáš, spelade. Medan de båda väntade på att kontraktsförhandlingarna skulle återupptas spelade Morrison och Eliáš för HC Pardubice och SK Horácká Slavia Třebíč. Morrison gick poänglös i två matcher med Třebíč och noterades för sju poäng i fem matcher med Pardubice. Den 24 oktober 1999 enades Morrison och Eliáš om nya kontrakt med Devils. Efter att ha noterats för 26 poäng på 44 matcher, byttes Morrison bort tillsammans med Denis Pederson till Vancouver Canucks den 14 mars 2000, i utbyte mot Alexander Mogilny.

#### 2000–2008: Vancouver Canucks

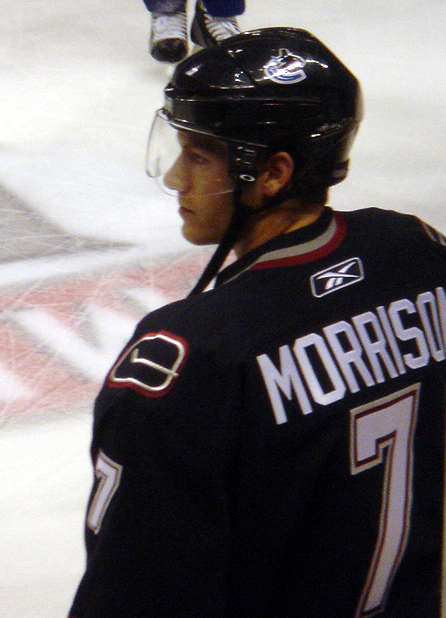
Morrison med Vancouver Canucks.

Morrison avslutade säsongen 1999/00 med nio poäng på tolv matcher med Canucks för totalt 35 poäng på 56 grundseriematcher. Under försäsongen skrev han ett nytt avtal med Canucks. Då han spelade sin första hela säsong med Canucks 2000/01, förbättrades Morrisons poängskörd till 54 poäng (16 mål och 38 assist) på 82 matcher. Han hjälpte laget att för första gången sedan 1996 nå Stanley Cup-slutspelet då Canucks tog den åttonde och sista platsen i Western Conference. I åttondelsfinal slogs laget ut omgående efter fyra raka förluster mot Colorado Avalanche. Morrison gjorde sitt första NHL-slutspel och stod för tre poäng på dessa fyra matcher.
Säsongen 2001/02 blev startskottet på vad som allmänt ansågs vara den mest effektiva kedjekombinationen i NHL under flera år. Under en match den 9 januari 2002 ersatte Morrison Andrew Cassels som center i lagets förstakedja tillsammans med ytterforwardarna Markus Näslund och Todd Bertuzzi. Därefter gjorde Morrison sina tre bästa säsonger i NHL statistiskt när han spelade med de två yttrarna. De två senare slutade på andra och tredje plats i NHL:s poängliga säsongen 2001/02, medan Morrisons stod för 23 mål och 67 poäng på 82 matcher. Morrisons spelförmåga kompletterade de andras förmåga att göra mål. Tillsammans var de kända för att spela en snabb och underhållande stil; vilket fick tränaren Marc Crawford att implementera en mycket offensiv strategi i laget. Trion fick smeknamnet "West Coast Express", uppkallade efter Vancouvers pendeltåg med samma namn. Trots att laget gjorde flest mål i grundserien tog man för andra året i följd den åttonde och sista platsen till slutspelet. I den första rundan slogs man ut av Detroit Red Wings med 4–2 i matcher. Under denna serie noterades Morrison för två assistpoäng. Efter att först ha misslyckats med att komma överens om ett nytt kontrakt med Canucks under försäsongen, anmälde Morrison för skiljedom. Han vann och tilldelades ett tvåårigt kontrakt värt 4,6 miljoner dollar den 3 augusti 2002, vilket mer än fördubblade hans föregående årslön på 775 000 US-dollar.
Den följande säsongen slog Morrison sina poängrekord i mål, assist och poäng. På 82 grundseriematcher noterades han för 71 poäng (25 mål, 46 assist). Han slutade på 26:e plats i den totala poängligan, medan Näslund och Bertuzzi hamnade på andra och femte plats. Efter att ha slagit ut St. Louis Blues i den första omgången, besegrades man av Minnesota Wild i kvartsfinal med 4–3 i matchserien. Morrison noterades också för sitt poängmässigt främsta Stanley Cup-slutspel med elva poäng på 14 matcher (fyra mål, sju assist).
2003/04 stod Morrison för 22 mål och 60 poäng på 82 grundseriematcher, och samtliga i Canucks förstakedja minskade sin poängproduktion. Bertuzzi byttes ut i kedjan efter att han blivit avstängde på obestämd tid av NHL för att ha slagit motståndaren Steve Moore i en match mot Colorado i mars 2004: han ersattes av Matt Cooke. Trots detta vann Canucks för första gången någonsin Northwest Division. I öppningsrundan mot Calgary Flames avgjorde Morrison match sex i övertid och tvingade fram en sjunde och avgörande match. Canucks slogs sedan ut i den följande matchen och Morrison noterades för fem poäng på sju matcher. Vid säsongens slut blev Morrison free agent och ansökte om skiljedom mot Canucks för andra gången på två år. Parterna lyckades dock komma överens om ett nytt ettårsavtal den 27 juli 2004.
På grund av NHL-lockouten tillbringade Morrison säsongen 2004/05 i Sverige med Linköping HC i Elitserien, som han skrev avtal med den 2 augusti 2004. Den 21 september samma år gjorde han Elitseriedebut, i en 2–1-förlust mot Frölunda HC. Månaden därpå, den 5 oktober, gjorde han sitt första mål i Elitserien, på Johan Holmqvist, i en match som slutade 2–2 mot Brynäs IF. Med 44 gjorda poäng på 45 grundseriematcher blev Morrison tvåa bakom Kristian Huselius i lagets interna poängliga. Laget slutade på andra plats i grundserien, men slogs omgående ut i kvartsfinal av Södertälje SK.
Inför säsongen 2005/06 undertecknade Morrison ett nytt treårsavtal med Canucks till ett värde av 9,6 miljoner dollar. Han skadade höften i december 2005, men valde att spela ändå. Canucks misslyckades att kvalificera sig till slutspelet och Morrison stod för 19 mål och 56 poäng på 82 matcher. Tränaren Marc Crawford sade att i slutet av säsongen hade kedjan med Morrison, Bertuzzi och Näslund tappat sin position som toppenhet i Canucks till bröderna Daniel och Henrik Sedin. Under den efterföljande sommaren genomgick Morrison en operation för hans höftskada och missade två månaders träning under tiden han återhämtade sig. Samtidigt byttes Bertuzzi bort till Florida Panthers, vilket blev slutet på West Coast Express-kedjan. Säsongen 2006/07 satte Morrison ett klubbrekord i Canucks då han inte missat en enda grundseriematch sedan han kom till laget från New Jersey. Då han spelade en match mot Los Angeles Kings den 22 februari 2007 överträffade han Trevor Lindens gamla klubbrekord på 482 matcher i rad (hans total var på 491 matcher, inklusive åtta matcher för Devils). Morrison gjorde sin sjätte säsong i rad i NHL med över 50 poäng (20 mål och 31 assist på 82 matcher). Canucks tog sig till slutspel, där de slogs ut i kvartsfinalserien Anaheim Ducks. Morrison noterades för fyra poäng på tolv slutspelsmatcher.
Under försäsongen 2007/08 ådrog sig Morrison en mindre handledsskada som han valde att spela med i flera månader. Han utökade sin grundseriematchföljd till 542 matcher innan han valde att operera handleden den 12 december 2007. Denna följd, som började den 27 februari 2000 med Devils, var den elfte längsta i NHL-historien, 404 matcher från Doug Jarvis NHL-rekord. Morrisons Canucksrekord på 534 på grundseriematcher i följd överträffades senare av Henrik Sedin den 26 december 2011. Efter att ha genomgått en handledsoperation i december 2007 återvände Morrison till Canucks i februari 2008, efter att ha missat 38 matcher. Den efterföljande månaden skadade Morrison sitt högra knä under en match den 28 mars vilket gjorde att han missade de återstående fyra matcherna i grundserien. Han genomgick en knäoperation tio dagar senare. Då han blev begränsad till endast 39 grundseriematcher på grund av skador, noterades Morrison för nio mål och 25 poäng säsongen 2007/08. Säsongen kom att bli Morrisons sista med Canucks och han var då på nionde plats i lagets interna poängliga genom tiderna med 393 poäng på 543 matcher.

#### 2008–2012: Efter Vancouver

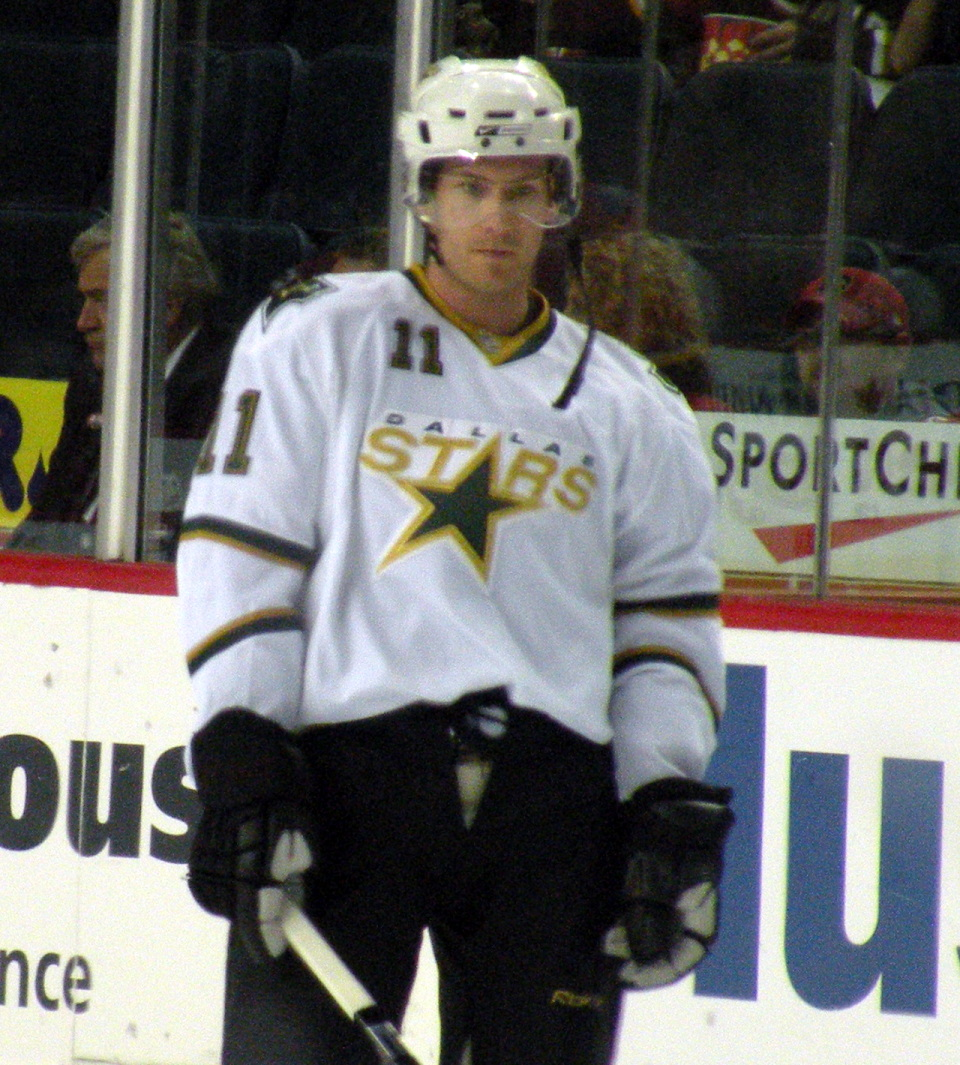
Morrison med Dallas Stars 2009.

Den 7 juli 2008 skrev Morrison ett ettårs avtal med Anaheim Ducks, till ett värde av 2.75 miljoner dollar. Han hade fått intresse från nio olika NHL-lag, inklusive Canucks, som erbjöd honom ett ettårsavtal på 1,9 miljoner dollar. Morrison gjorde sitt första mål för Ducks den 7 november i en 5–2-förlust mot Dallas Stars. Man hade hoppats att han kunde vara en ersättare för Andy McDonald som lagets andrecenter, men Morrison hade det svårt under sin korta tid med Ducks. Han förflyttades till fjärdekedjan och petades ibland under delar av säsongen. I media spekulerades det kring att han ännu inte spelade efter full förmåga på grund av sin tidigare knäoperation. Med 22 poäng på 62 matcher sattes han upp på waivers den 3 mars 2009 och värvades dagen därpå av Dallas Stars. Han gjorde sitt första mål för Stars den 12 mars, det matchavgörande, i en 3–2-seger mot Carolina Hurricanes. Morrisons total på 31 poäng med Ducks och Stars var hans poängmässigt sämsta i hans karriär (hans föregående skadefyllda säsong och säsongen 1997/98 då han endast spelade elva matcher är ej medräknade).
Den 10 juli 2009 undertecknade han ett ettårsavtal med Washington Capitals till ett värde av 1,5 miljoner dollar. Han gjorde sitt första mål för klubben den 3 oktober 2009 i en 6–4 seger över Toronto Maple Leafs. Under de sista två månaderna av säsongen missade Morrison sex matcher på grund av en benskada. På 74 grundseriematcher stod han för 42 poäng (12 mål, 30 assist) vilket var hans högsta notering på tre år. Han var tillbaka i spel inför Stanley Cup-slutspelet 2010, där han stod för en assist på fem matcher då Capitals slogs ut av Montreal Canadiens i första omgången.
Morrison fick initialt inga erbjudanden efter att ha blivit free agent för tredje året i rad i juli 2010. Som ett resultat av detta accepterade han en try-out med Canucks och deltog i lagets träningsläger i Penticton, British Columbia. I slutet av försäsongen erbjöd Canucks Morrison ett tvåvägsavtal, som han tackade nej till. Dagen därpå, den 4 oktober 2010, undertecknade Morrison ett ettårsavtal med Calgary Flames värt 725 000 dollar. Flames värvade Morrison då man hade många skador på lagets centrar. Han gjorde sitt första mål för Flames den 16 oktober i en 5–3 seger mot Edmonton Oilers. Efter att ha noterats för 43 poäng på 66 matcher fick Morrison avsluta säsongen i förtid på grund av en skada i mars 2011. Han skadade sitt vänstra knä i en match mot Chicago Blackhawks när motståndaren Niklas Hjalmarsson höll fast honom mot sargen. Vid tidpunkten för skadan hade Morrison bäst plus/minus-statistik (+13) i laget samtidigt som han var center lagets förstakedja med Jarome Iginla och Alex Tanguay. Den 15 juli 2011 förnyade Morrison sitt avtal med Flames med ytterligare en säsong, till ett värde av 1,25 miljoner dollar.
Den 27 januari 2012 blev Morrison bortbytt till Blackhawks i utbyte mot försvararen Brian Connelly. Han spelade totalt 14 matcher för klubben och noterades för ett mål. Dessa matcher kom att bli Morrisons sista som professionell ishockeyspelare.

### Landslag
Morrison debuterade med det kanadensiska landslaget vid VM i Ryssland 2000. I laget återfanns ytterligare fyra andra spelare från Canucks – Todd Bertuzzi, Adrian Aucoin, Ed Jovanovski och Peter Schaefer. Han spelade sin första A-landskamp den 29 april 2000 i en 6–0-seger mot Japan. Den 9 maj gjorde han sitt första A-landslagsmål, på Pavol Rybár, i en 3–4-seger mot Slovakien. Med ett mål och tre assists över sju matcher hjälpte han Kanada att nå matchen om tredjeplatsen, där laget besegrades av Finland med 2–1. Morrison blev sexa i lagets interna poängliga och vann tillsammans Aucoin Kanadas plus/minus-statistik på +7.
Fyra år senare blev Morrison återigen uttagen till det kanadensiska laget för VM i Tjeckien 2004. Han var en av två Canucksspelare i laget, tillsammans med Matt Cooke. Kanada gick igenom de båda gruppspelsrundorna med endast en förlust. I slutspelet slog man ut Finland och Slovakien med uddamålssegrar i kvarts-, och semifinal. I finalen stod Morrison för en assist som hjälpte Kanada till en 5–3-seger över Sverige. Med sju poäng på nio matcher kom Morrison på tredje plats i lagets interna poängliga bakom Dany Heatley och Daniel Brière.
Morrison gjorde sin andra turnering i följd vid VM i Österrike året därpå. Laget tog sig åter till final, efter att ha slagit ut Slovakien och Ryssland. I finalen föll man dock mot Tjeckien med 3–0. På nio matcher noterades Morrison för fyra mål.

## Statistik

### Klubbkarriär
| 1997–98    | Albany River Rats        | AHL         | 72  | 35  | 49  | 84  | 44  | 8  | 3 | 4  | 7  | 19 |
| 1997–98    | New Jersey Devils        | NHL         | 11  | 5   | 4   | 9   | 0   | 3  | 0 | 1  | 1  | 0  |
| 1998–99    | New Jersey Devils        | NHL         | 76  | 13  | 33  | 46  | 18  | 7  | 0 | 2  | 2  | 0  |
| 1999–00    | HC Pardubice             | Extraliga   | 6   | 5   | 2   | 7   | 2   | —  | — | —  | —  | —  |
| 1999–00    | SK Horácká Slavia Třebíč | Extraliga 2 | 2   | 0   | 0   | 0   | 4   | —  | — | —  | —  | —  |
| 1999–00    | New Jersey Devils        | NHL         | 44  | 5   | 21  | 26  | 8   | —  | — | —  | —  | —  |
| 1999–00    | Vancouver Canucks        | NHL         | 12  | 2   | 7   | 9   | 10  | —  | — | —  | —  | —  |
| 2000–01    | Vancouver Canucks        | NHL         | 82  | 16  | 38  | 54  | 42  | 4  | 1 | 2  | 3  | 0  |
| 2001–02    | Vancouver Canucks        | NHL         | 82  | 23  | 44  | 67  | 26  | 6  | 0 | 2  | 2  | 6  |
| 2002–03    | Vancouver Canucks        | NHL         | 82  | 25  | 46  | 71  | 36  | 14 | 4 | 7  | 11 | 18 |
| 2003–04    | Vancouver Canucks        | NHL         | 82  | 22  | 38  | 60  | 50  | 7  | 2 | 3  | 5  | 3  |
| 2004–05    | Linköping HC             | Elitserien  | 45  | 16  | 28  | 44  | 50  | 6  | 0 | 2  | 2  | 10 |
| 2005–06    | Vancouver Canucks        | NHL         | 82  | 19  | 37  | 56  | 84  | —  | — | —  | —  | —  |
| 2006–07    | Vancouver Canucks        | NHL         | 82  | 20  | 31  | 51  | 60  | 12 | 1 | 3  | 4  | 6  |
| 2007–08    | Vancouver Canucks        | NHL         | 39  | 9   | 16  | 25  | 18  | —  | — | —  | —  | —  |
| 2008–09    | Anaheim Ducks            | NHL         | 62  | 10  | 12  | 22  | 16  | —  | — | —  | —  | —  |
| 2008–09    | Dallas Stars             | NHL         | 19  | 6   | 3   | 9   | 16  | —  | — | —  | —  | —  |
| 2009–10    | Washington Capitals      | NHL         | 74  | 12  | 30  | 42  | 40  | 5  | 0 | 1  | 1  | 2  |
| 2010–11    | Calgary Flames           | NHL         | 66  | 9   | 34  | 43  | 16  | —  | — | —  | —  | —  |
| 2011–12    | Calgary Flames           | NHL         | 28  | 4   | 7   | 11  | 6   | —  | — | —  | —  | —  |
| 2011–12    | Chicago Blackhawks       | NHL         | 11  | 0   | 0   | 0   | 6   | 3  | 1 | 0  | 1  | 0  |
| NHL totalt | NHL totalt               | NHL totalt  | 934 | 200 | 401 | 601 | 452 | 61 | 9 | 21 | 30 | 40 |

### Internationellt
| År     | Lag    | Turnering | Matcher | Mål | Assists | Poäng | Utv. |
| ------ | ------ | --------- | ------- | --- | ------- | ----- | ---- |
| 2000   | Kanada | VM        | 7       | 1   | 3       | 4     | 2    |
| 2004   | Kanada | VM        | 9       | 1   | 6       | 7     | 6    |
| 2005   | Kanada | VM        | 9       | 4   | 0       | 4     | 10   |
| Totalt | Totalt | Totalt    | 25      | 6   | 9       | 15    | 18   |